# Rock and Roll Hall of Fame

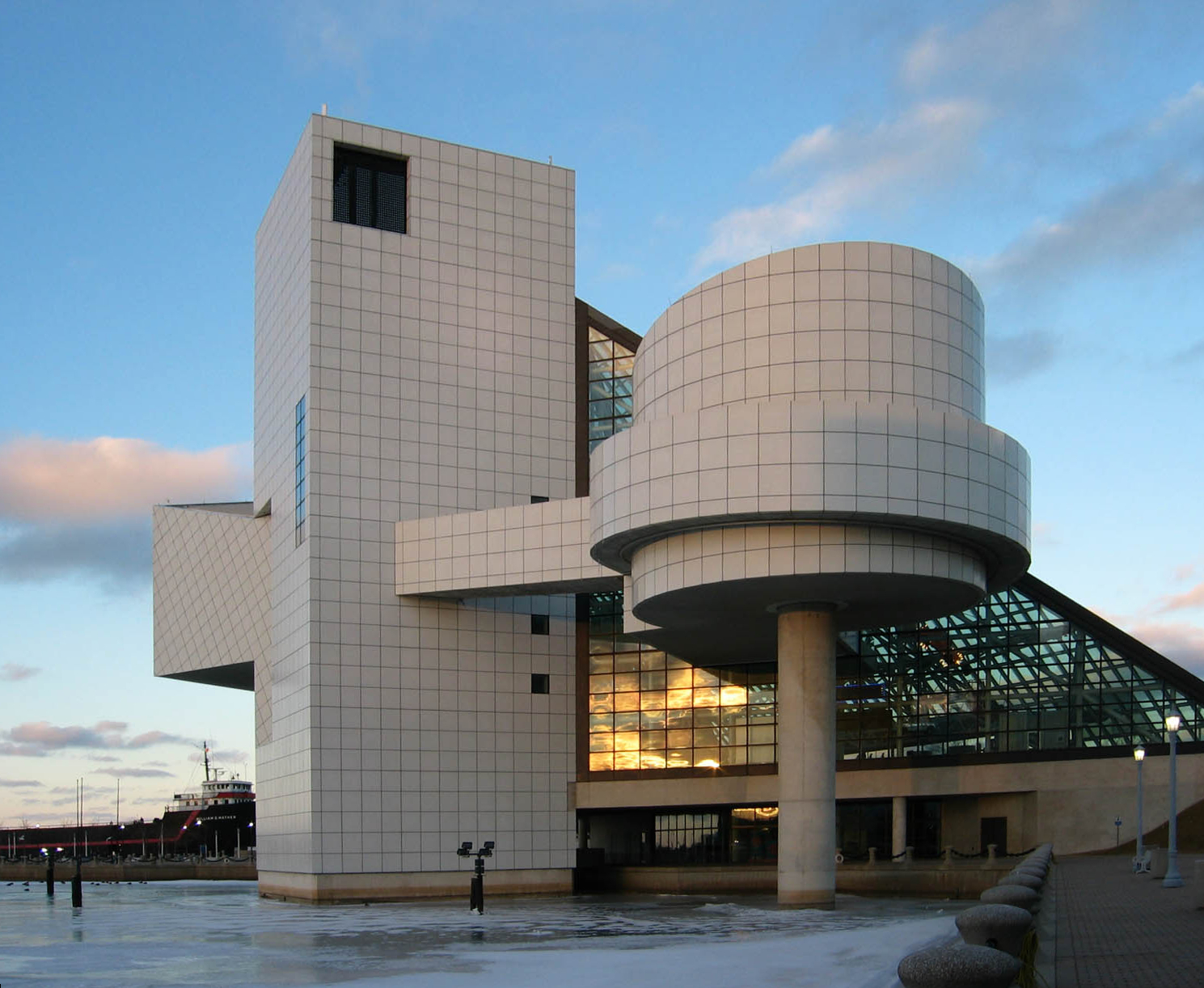
Az Erie-tóval az előtérben

A Rock and Roll Hall of Fame and Museum múzeum az Erie-tó partján az Ohio-beli Cleveland városában az Amerikai Egyesült Államokban. Célja, hogy emléket állítson azon ismert művészeknek, producereknek és egyéb személyeknek, akik a zeneiparra és azon belül főleg a rock and rollra nagy hatással voltak. Az intézményt működtető alapítványt Ahmet Ertegün, az Atlantic Records alapítója és elnöke, hozta létre 1986-ban. Az alapítás évében beiktatták a Rock and Roll Hírességek Csarnokának első tagjait, olyan legendás előadókat, mint pl. Chuck Berry, James Brown, Ray Charles, Jerry Lee Lewis, Little Richard vagy Elvis Presley.
Maga a múzeum évekkel később valósult csak meg. Több város is jelentkezett, hogy otthont adna a múzeumnak, köztük Memphis, Detroit és Philadelphia, de a befutó végül Cleveland lett, akik 65 millió dollárt ajánlottak fel a múzeum megvalósítására. Az építkezést 1993-ban kezdték meg, az ünnepélyes megnyitó pedig 1995. szeptember 1-jén volt. A múzeum nem csak a Hírességek Csarnokába beiktatott előadók munkásságát mutatja be tárlatain, hanem a rock and roll történetének különböző korszakait is tematikus kiállításaival. A múzeum megépülése ellenére az évente megrendezésre kerülő beiktatási ceremóniákat továbbra is főleg New Yorkban tartották meg.
A Rock and Roll Hall of Fame-be minden évben kizárólag olyan előadók kerülhetnek be, akiknek első anyagának megjelenése óta legalább 25 év eltelt. Évente 5-7 előadót iktatnak be. A Hírességek Csarnokába elsődlegesen előadókat (Performers) választanak be, de emellett kezdettől fogva létezik egy nem előadók (Non-Performers) számára létrehozott kategória is, amelyben azokat a zeneipari szakembereket (dalszerzők, producerek, lemezlovasok, lemezkiadó-vezetők, újságírók) ismerik el, akik munkásságukkal sokat tettek a rock and roll zenéért. 2008-ban a zenei szakembereknek adott elismerést a két évvel korábban elhunyt alapító után Ahmed Ertegün-díjnak nevezték el. 2000-ben hozták létre a Zenei Kiválóságért-díjat (Award for Musical Excellence) olyan zenészek elismerése céljából, akik pályafutásuk során nem kerültek reflektorfénybe, mégis jelentős szerepük volt más előadók sikerében.

## Előadók

### 1980-as évek
| Év   | Kép                                                                                                  | Név                 | Tagok |
| ---- | --- | ------------------- | --- |
| 1986 | | Chuck Berry         | |
| 1986 | | James Brown         | |
| 1986 | | Ray Charles         | |
| 1986 | | Sam Cooke           | |
| 1986 | | Fats Domino         | |
| 1986 | | The Everly Brothers | Don Everly és Phil Everly.                                                                                    |
| 1986 | | Buddy Holly         | |
| 1986 | | Jerry Lee Lewis     | |
| 1986 | | Little Richard      | |
| 1986 | | Elvis Presley       | |
| 1987 | | The Coasters        | Carl Gardner, Cornell Gunter, Billy Guy és Will "Dub" Jones.                                                  |
| 1987 | | Eddie Cochran       | |
| 1987 | | Bo Diddley          | |
| 1987 | | Aretha Franklin     | |
| 1987 | | Marvin Gaye         | |
| 1987 | | Bill Haley          | |
| 1987 | | B. B. King          | |
| 1987 | | Clyde McPhatter     | |
| 1987 | | Ricky Nelson        | |
| 1987 | | Roy Orbison         | |
| 1987 | | Carl Perkins        | |
| 1987 | | Smokey Robinson     | |
| 1987 | | Big Joe Turner      | |
| 1987 | | Muddy Waters        | |
| 1987 | | Jackie Wilson       | |
| 1988 | | The Beach Boys      | Alan Jardine, Mike Love, Brian Wilson, Carl Wilson és Dennis Wilson.                                          |
| 1988 | left to right: John Lennon, Paul McCartney, George Harrison és Ringo Starr                           | The Beatles         | George Harrison, John Lennon, Paul McCartney és Ringo Starr.                                                  |
| 1988 | | The Drifters        | Clyde McPhatter, Ben E. King, Rudy Lewis, Johnny Moore, Bill Pinkney, Charlie Thomas és Gerhart Thrasher.     |
| 1988 | | Bob Dylan           | |
| 1988 | | The Supremes        | Florence Ballard, Diana Ross és Mary Wilson.                                                                  |
| 1989 | | Dion                | |
| 1989 | | Otis Redding        | |
| 1989 | The Rolling Stones in 2006. Left to right: Ronnie Wood, Charlie Watts, Mick Jagger és Keith Richards | The Rolling Stones  | Mick Jagger, Brian Jones, Keith Richards, Ian Stewart, Mick Taylor, Charlie Watts, Ronnie Wood és Bill Wyman. |
| 1989 | | The Temptations     | Dennis Edwards, Melvin Franklin, Eddie Kendricks, David Ruffin, Otis Williams és Paul Williams.               |
| 1989 | | Stevie Wonder       | |

### 1990-es évek
| Év   | Kép                                                                                                 | Név                                      | Tagok |
| ---- | --------------------------------------------------------------------------------------------------- | ---------------------------------------- | --- |
| 1990 | | Hank Ballard                             | |
| 1990 | | Bobby Darin                              | |
| 1990 | | The Four Seasons                         | Tom DeVito, Bob Gaudio, Nick Massi, és Frankie Valli. |
| 1990 | | Four Tops                                | Renaldo "Obie" Benson, Abdul "Duke" Fakir, Lawrence Payton és Levi Stubbs. |
| 1990 | left to right: Pete Quaife, Dave Davies, Ray Davies, Mick Avory.                                    | The Kinks                                | Mick Avory, Dave Davies, Ray Davies és Peter Quaife. |
| 1990 | | The Platters                             | David Lynch, Herb Reed, Paul Robi, Zola Taylor, és Tony Williams. |
| 1990 | Simon és Garfunkel                                                                                  | Simon and Garfunkel                      | Paul Simon és Art Garfunkel. |
| 1990 | The Who in 1975, left to right: Roger Daltrey, John Entwistle, Keith Moon, Pete Townshend           | The Who                                  | Roger Daltrey, John Entwistle, Keith Moon és Pete Townshend. |
| 1991 | | LaVern Baker                             | |
| 1991 | | The Byrds                                | Gene Clark, Michael Clarke, David Crosby, Chris Hillman és Roger McGuinn. |
| 1991 | | John Lee Hooker                          | |
| 1991 | | The Impressions                          | Arthur Brooks, Richard Brooks, Jerry Butler, Fred Cash, Sam Gooden és Curtis Mayfield. |
| 1991 | | Wilson Pickett                           | |
| 1991 | | Jimmy Reed                               | |
| 1991 | | Ike & Tina Turner                        | Ike Turner és Tina Turner. |
| 1992 | | Bobby "Blue" Bland                       | |
| 1992 | | Booker T. & the M.G.'s                   | Steve Cropper, Donald "Duck" Dunn, Al Jackson, Jr., Booker T. Jones és Lewis Steinberg. |
| 1992 | | Johnny Cash                              | |
| 1992 | | The Isley Brothers                       | Chris Jasper, Ernie Isley, Marvin Isley, O'Kelly Isley, Jr., Ronald Isley és Rudolph Isley. |
| 1992 | | Jimi Hendrix#The Jimi Hendrix Experience | Jimi Hendrix, Mitch Mitchell és Noel Redding. |
| 1992 | | Sam & Dave                               | Sam Moore és Dave Prater. |
| 1992 | | The Yardbirds                            | Jeff Beck, Eric Clapton, Chris Dreja, Jim McCarty, Jimmy Page, Keith Relf és Paul Samwell-Smith. |
| 1993 | | Ruth Brown                               | |
| 1993 | | Cream                                    | Ginger Baker, Jack Bruce és Eric Clapton. |
| 1993 | | Creedence Clearwater Revival             | Doug Clifford, Stu Cook, John Fogerty és Tom Fogerty. |
| 1993 | | The Doors                                | John Densmore, Robby Krieger, Ray Manzarek és Jim Morrison. |
| 1993 | | Frankie Lymon & The Teenagers            | Frankie Lymon, Sherman Garnes, Jimmy Merchant, Joe Negroni és Herman Santiago |
| 1993 | | Etta James                               | |
| 1993 | | Van Morrison                             | |
| 1993 | | Sly and the Family Stone                 | Gregg Errico, Larry Graham, Jerry Martini, Cynthia Robinson, Freddie Stone, Rosie Stone, Sly Stone. |
| 1994 | | The Animals                              | Eric Burdon, Chas Chandler, Alan Price, John Steel, Hilton Valentine. |
| 1994 | The Band performing with Bob Dylan (Dylan was not a member of The Band)                             | The Band                                 | Rick Danko, Levon Helm, Garth Hudson, Richard Manuel, Robbie Robertson. |
| 1994 | | Duane Eddy                               | |
| 1994 | | Grateful Dead                            | Tom Constanten, Jerry Garcia, Donna Godchaux, Keith Godchaux, Mickey Hart, Robert Hunter, Bill Kreutzmann, Phil Lesh, Ron McKernan, Brent Mydland, Bob Weir és Vince Welnick.                                                                                    |
| 1994 | | Elton John                               | |
| 1994 | | John Lennon                              | |
| 1994 | | Bob Marley                               | |
| 1994 | | Rod Stewart                              | |
| 1995 | | The Allman Brothers Band                 | Duane Allman, Gregg Allman, Dickey Betts, Jai Johanny Johanson, Berry Oakley és Butch Trucks. |
| 1995 | | Al Green                                 | |
| 1995 | | Janis Joplin                             | |
| 1995 | Led Zeppelin in 2007, left to right: John Paul Jones, Robert Plant, Jimmy Page                      | Led Zeppelin                             | John Bonham, John Paul Jones, Jimmy Page és Robert Plant |
| 1995 | | Martha and the Vandellas                 | Martha Reeves, Rosalind Ashford, Betty Kelly, Lois Reeves és Annette Sterling. |
| 1995 | | Neil Young                               | |
| 1995 | | Frank Zappa                              | |
| 1996 | | David Bowie                              | |
| 1996 | Left to right: William "Red" Guest, Edward Patten, Merald "Bubba" Knight, és Gladys Knight          | Gladys Knight & the Pips                 | Gladys Knight, William Guest, Merald Knight és Edward Patten. |
| 1996 | | Jefferson Airplane                       | Marty Balin, Jack Casady, Spencer Dryden, Paul Kantner, Jorma Kaukonen, Grace Slick. |
| 1996 | | Little Willie John                       | |
| 1996 | | Pink Floyd                               | Syd Barrett, David Gilmour, Nick Mason, Roger Waters, Rick Wright. |
| 1996 | | The Shirelles                            | Shirley Alston Reeves, Addie Harris, Doris Kenner-Jackson, Beverly Lee. |
| 1996 | | The Velvet Underground                   | John Cale, Sterling Morrison, Lou Reed, Maureen Tucker. |
| 1997 | | Bee Gees                                 | Barry Gibb, Maurice Gibb, Robin Gibb. |
| 1997 | | Buffalo Springfield                      | Richie Furay, Dewey Martin, Bruce Palmer, Stephen Stills, Neil Young. |
| 1997 | left to right: Graham Nash, Stephen Stills, Neil Young (not inducted with the band) és David Crosby | Crosby, Stills & Nash                    | David Crosby, Graham Nash, Stephen Stills. |
| 1997 | | The Jackson 5                            | Jackie Jackson, Jermaine Jackson, Marlon Jackson, Michael Jackson, Tito Jackson. |
| 1997 | | Joni Mitchell                            | |
| 1997 | | Parliament-Funkadelic                    | Jerome Brailey, Bootsy Collins, Raymond Davis, Tiki Fulwood, George Clinton, Glenn Goins, Michael Hampton, Fuzzy Haskins, Eddie Hazel, Walter Morrison, Cordell Mosson, William "Billy Bass" Nelson, Garry Shider, Calvin Simon, Grady Thomas és Bernie Worrell. |
| 1997 | | The Rascals                              | Eddie Brigati, Felix Cavaliere, Gene Cornish és Dino Danelli. |
| 1998 | | Eagles                                   | Don Felder, Glenn Frey, Don Henley, Bernie Leadon, Randy Meisner, Timothy B. Schmit és Joe Walsh. |
| 1998 | Stevie Nicks és Lindsey Buckingham                                                                  | Fleetwood Mac                            | Lindsey Buckingham, Mick Fleetwood, Peter Green, Danny Kirwan, John McVie, Christine McVie, Stevie Nicks és Jeremy Spencer. |
| 1998 | | The Mamas & the Papas                    | Denny Doherty, Cass Elliot, John Phillips és Michelle Phillips. |
| 1998 | | Lloyd Price                              | |
| 1998 | | Santana                                  | Carlos Santana, Jose Chepito Areas, David Brown, Mike Carabello, Gregg Rolie és Michael Shrieve. |
| 1998 | | Gene Vincent                             | |
| 1999 | | Billy Joel                               | |
| 1999 | | Curtis Mayfield                          | |
| 1999 | | Paul McCartney                           | |
| 1999 | | Del Shannon                              | |
| 1999 | | Dusty Springfield                        | |
| 1999 | | Bruce Springsteen                        | |
| 1999 | | The Staple Singers                       | Pops Staples, Cleotha Staples, Mavis Staples, Pervis Staples, Yvonne Staples. |

### 2000-es évek
| Év   | Kép | Név                                    | Tagok |
| ---- | --- | -------------------------------------- | --- |
| 2000 | | Eric Clapton                           | |
| 2000 | | Earth, Wind & Fire                     | Philip Bailey, Larry Dunn, Johnny Graham, Ralph Johnson, Al McKay, Fred White, Maurice White, Verdine White és Andrew Woolfolk. |
| 2000 | | The Lovin’ Spoonful                    | Steve Boone, Joe Butler, John Sebastian és Zal Yanovsky.                                                                        |
| 2000 | | The Moonglows                          | Prentiss Barnes, Harvey Fuqua, Peter Graves, Bobby Lester és Billy Johnson.                                                     |
| 2000 | | Bonnie Raitt                           | |
| 2000 | | James Taylor                           | |
| 2001 | | James Burton                           | |
| 2001 | Left to right: Tom Hamilton (bass), Steven Tyler (vocals, percussion), Joey Kramer (drums), Brad Whitford (guitar), és Joe Perry (guitar) | Aerosmith                              | Tom Hamilton, Joey Kramer, Joe Perry, Steven Tyler és Brad Whitford.                                                            |
| 2001 | | Solomon Burke                          | |
| 2001 | | The Flamingos                          | Jake Carey, Zeke Carey, Johnny Carter, Tommy Hunt, Terry "Buzzy" Johnson, Sollie McElroy, Nate Nelson és Paul Wilson.           |
| 2001 | | Michael Jackson                        | |
| 2001 | Left to right: John Deacon (side), Freddie Mercury (front), Brian May (rear) és Roger Taylor (back)                                       | Queen                                  | John Deacon, Brian May, Freddie Mercury és Roger Taylor.                                                                        |
| 2001 | | Paul Simon                             | |
| 2001 | | Steely Dan                             | Walter Becker és Donald Fagen.                                                                                                  |
| 2001 | | Ritchie Valens                         | |
| 2002 | | Isaac Hayes                            | |
| 2002 | | Brenda Lee                             | |
| 2002 | Tom Petty | Tom Petty and the Heartbreakers        | Tom Petty, Ron Blair, Mike Campbell, Howie Epstein, Stan Lynch és Benmont Tench.                                                |
| 2002 | | Gene Pitney                            | |
| 2002 | The Ramones in 1980 | Ramones                                | Dee Dee Ramone, Joey Ramone, Johnny Ramone, Marky Ramone és Tommy Ramone.                                                       |
| 2002 | | Talking Heads                          | David Byrne, Chris Frantz, Jerry Harrison, Tina Weymouth.                                                                       |
| 2003 | Brian Johnson és Angus Young in 2008 | AC/DC                                  | Phil Rudd, Brian Johnson, Bon Scott, Cliff Williams, Angus Young és Malcolm Young.                                              |
| 2003 | The Clash in 1980 | The Clash                              | Terry Chimes, Topper Headon, Mick Jones, Paul Simon és Joe Strummer.                                                            |
| 2003 | Elvis Costello | Elvis Costello & the Attractions       | Elvis Costello, Steve Nieve, Bruce Thomas és Pete Thomas.                                                                       |
| 2003 | The Police in 2007, left to right: Stewart Copeland, Sting, Andy Summers                                                                  | The Police                             | Stewart Copeland, Sting, Andy Summers.                                                                                          |
| 2003 | | The Righteous Brothers                 | Bobby Hatfield és Bill Medley.                                                                                                  |
| 2004 | | Jackson Browne                         | |
| 2004 | | The Dells                              | Verne Allison, Chuck Barksdale, Johnny Carter, Johnny Funches, Marvin Junior és Michael McGill.                                 |
| 2004 | | George Harrison                        | |
| 2004 | | Prince                                 | |
| 2004 | | Bob Seger                              | |
| 2004 | | Traffic                                | Jim Capaldi, Dave Mason, Steve Winwood és Chris Wood.                                                                           |
| 2004 | | ZZ Top                                 | Billy Gibbons, Dusty Hill és Frank Beard.                                                                                       |
| 2005 | | Buddy Guy                              | |
| 2005 | | The O'Jays                             | Eddie Levert, Bobby Massey, William Powell, Sammy Strain és Walter Williams.                                                    |
| 2005 | | The Pretenders                         | Chrissie Hynde, Martin Chambers, Pete Farndon és James Honeyman-Scott.                                                          |
| 2005 | | Percy Sledge                           | |
| 2005 | Left to right: The Edge, Larry Mullen, Bono és Adam Clayton                                                                               | U2                                     | Bono, The Edge, Adam Clayton és Larry Mullen.                                                                                   |
| 2006 | Left to right: Geezer Butler, Ozzy Osbourne, Tony Iommi, Bill Ward                                                                        | Black Sabbath                          | Geezer Butler, Tony Iommi, Ozzy Osbourne és Bill Ward.                                                                          |
| 2006 | Blondie head singer, Deborah Harry | Blondie                                | Deborah Harry, Clem Burke, Jimmy Destri, Nigel Harrison, Frank Infante, Chris Stein és Gary Valentine.                          |
| 2006 | | Miles Davis                            | |
| 2006 | | Lynyrd Skynyrd                         | Bob Burns, Allen Collins, Steve Gaines, Ed King, Gary Rossington, Billy Powell, Artimus Pyle, Ronnie Van Zant és Leon Wilkeson. |
| 2006 | | Sex Pistols                            | Paul Cook, Steve Jones, Glen Matlock, Johnny Rotten és Sid Vicious.                                                             |
| 2007 | | Grandmaster Flash and The Furious Five | Grandmaster Flash, Cowboy, Kid Creole, Melle Mel, Rahiem és Scorpio.                                                            |
| 2007 | Left to right: Mike Mills, Michael Stipe, touring drummer Bill Rieflin (not inducted with the band), és Peter Buck.                       | R.E.M.                                 | Bill Berry, Peter Buck, Mike Mills és Michael Stipe.                                                                            |
| 2007 | | The Ronettes                           | Ronnie Spector, Estelle Bennett és Nedra Talley.                                                                                |
| 2007 | | Patti Smith                            | |
| 2007 | Van Halen in 2004, left to right: Michael Anthony, Sammy Hagar, Eddie Van Halen                                                           | Van Halen                              | Michael Anthony, Sammy Hagar, David Lee Roth, Alex Van Halen és Eddie Van Halen.                                                |
| 2008 | | The Dave Clark Five                    | Dave Clark, Lenny Davidson, Rick Huxley, Denny Payton és Mike Smith.                                                            |
| 2008 | | Leonard Cohen                          | |
| 2008 | | Madonna                                | |
| 2008 | | John Mellencamp                        | |
| 2008 | | The Ventures                           | Bob Bogle, Nokie Edwards, Gerry McGee, Mel Taylor és Don Wilson.                                                                |
| 2009 | | Jeff Beck                              | |
| 2009 | | Little Anthony & The Imperials         | Anthony Gourdine, Clarence Collins, Tracy Lord, Glouster "Nat" Rogers, Sammy Strain és Ernest Wright Jr.                        |
| 2009 | Left to right: Kirk Hammett, Lars Ulrich, James Hetfield, Robert Trujillo                                                                 | Metallica                              | Cliff Burton, Kirk Hammett, James Hetfield, Jason Newsted, Robert Trujillo, és Lars Ulrich.                                     |
| 2009 | | Run–D.M.C.                             | Darryl "D.M.C." McDaniels, Jason "Jam-Master Jay" Mizell és Joseph "DJ Run" Simmons.                                            |
| 2009 | | Bobby Womack                           | |

### 2010-es évek
| Év   | Kép                                                                      | Név                                   | Tagok |  |
| ---- | ------------------------------------------------------------------------ | ------------------------------------- | --- |  |
| 2010 |                                                                          | ABBA                                  | Agnetha Fältskog, Benny Andersson, Björn Ulvaeus, Anni-Frid Lyngstad. |  |
| 2010 | left to right: Daryl Stuermer, Mike Rutherford, Tony Banks, Phil Collins | Genesis                               | Peter Gabriel, Tony Banks, Phil Collins, Steve Hackett és Mike Rutherford. |  |
| 2010 |                                                                          | Jimmy Cliff                           | |  |
| 2010 |                                                                          | The Hollies                           | Bernie Calvert, Allan Clarke, Bobby Elliott, Eric Haydock, Tony Hicks, Graham Nash és Terry Sylvester. |  |
| 2010 |                                                                          | The Stooges                           | Iggy Pop, Ron Asheton, Scott Asheton, James Williamson és Dave Alexander. |  |
| 2011 |                                                                          | Alice Cooper                          | |  |
| 2011 |                                                                          | Neil Diamond                          | |  |
| 2011 |                                                                          | Dr. John                              | |  |
| 2011 |                                                                          | Darlene Love                          | |  |
| 2011 |                                                                          | Leon Russell                          | |  |
| 2011 |                                                                          | Tom Waits                             | |  |
| 2012 |                                                                          | Beastie Boys                          | |  |
| 2012 |                                                                          | The Blue Caps                         | Gene Vincent háttérzenekara. Beiktatottak: Tommy Facenda, Cliff Gallup, Dickie Harrell, Bobby Jones, Johnny Meeks, Jack Neal, Paul Peek, és Willie Williams.                                                           |  |
| 2012 |                                                                          | The Comets                            | Bill Haley háttérzenekara. Beiktatottak: Joey Ambrose, Franny Beecher, Danny Cedrone, Johnny Grande, Ralph Jones, Marshall Lytle, Rudy Pompilli, Al Rex, Dick Richards, és Billy Williamson.                           |  |
| 2012 |                                                                          | The Crickets                          | Buddy Holly háttérzenekara. Beiktatottak: Jerry Allison, Sonny Curtis, Joe B. Mauldin, és Niki Sullivan. |  |
| 2012 |                                                                          | Donovan                               | |  |
| 2012 |                                                                          | The Famous Flames                     | James Brown háttérzenekara. Beiktatottak: Bobby Bennett, Bobby Byrd, Lloyd Stallworth, és Johnny Terry. |  |
| 2012 |                                                                          | Guns N’ Roses                         | Axl Rose, Slash, Izzy Stradin, Duff McKagan, Steven Adler, Matt Sorum, Dizzy Reed, Josh Freese, Gilby Clarke, Robin Finck, Buckethead, Bumblefoot, DJ Ashba, Richard Fortus, Tommy Stinson, Bryan Mantia, Frank Ferrer |  |
| 2012 |                                                                          | The Midnighters                       | Hank Ballard háttérzenekara. Beiktatottak: Henry Booth, Cal Green, Arthur Porter, Lawson Smith, Charles Sutton, Norman Thrasher, és Sonny Woods.                                                                       |  |
| 2012 |                                                                          | The Miracles                          | Smokey Robinson háttérzenekara. Beiktatottak: Pete Moore, Claudette Rogers Robinson, Bobby Rogers, Marv Tarplin, és Ronald White.                                                                                      |  |
| 2012 |                                                                          | Laura Nyro                            | |  |
| 2012 |                                                                          | Red Hot Chili Peppers                 | Flea, John Frusciante, Jack Irons, Anthony Kiedis, Josh Klinghoffer, Cliff Martinez, Hillel Slovak, Chad Smith |  |
| 2012 |                                                                          | Small Faces/The Faces                 | Kenney Jones, Ronnie Lane, Ian McLagan, Steve Marriott, Rod Stewart, Ronnie Wood |  |
| 2013 |                                                                          | Heart                                 | Michael DeRosier, Roger Fisher, Steve Fossen, Howard Leese, Ann Wilson, Nancy Wilson |  |
| 2013 |                                                                          | Albert King                           | |  |
| 2013 |                                                                          | Randy Newman                          | |  |
| 2013 |                                                                          | Public Enemy                          | Flavor Flav, Professor Griff, Terminator X, Chuck D |  |
| 2013 |                                                                          | Rush                                  | Geddy Lee, Alex Lifeson, Neil Peart |  |
| 2013 |                                                                          | Donna Summer                          | |  |
| 2014 |                                                                          | Cat Stevens                           | |  |
| 2014 |                                                                          | Hall & Oates                          | Daryl Hall és John Oates |  |
| 2014 |                                                                          | Nirvana                               | Kurt Cobain, Dave Grohl, Krist Novoselic |  |
| 2014 |                                                                          | Kiss                                  | Peter Criss, Ace Frehley, Gene Simmons, Paul Stanley |  |
| 2014 |                                                                          | Linda Ronstadt                        | |  |
| 2014 |                                                                          | Peter Gabriel                         | |  |
| 2014 |                                                                          | E Street Band                         | Garry Tallent, Roy Bittan, Steven Van Zandt, Patti Scialfa, Nils Lofgren, Max Weinberg, Danny Federici, Clarence Clemons, David Sancious, Vini Lopez                                                                   |  |
| 2015 | Butterfield performing at the Woodstock Reunion 1979                     | The Paul Butterfield Blues Band       | Paul Butterfield, Mike Bloomfield, Elvin Bishop, Mark Naftalin, Jerome Arnold, Billy Davenport és Sam Lay. |  |
| 2015 | Lead Singer Joan Jett performing with The Blackhearts in Norway, 1980s   | Joan Jett & the Blackhearts           | Joan Jett, Gary Ryan, Lee Crystal és Ricky Byrd. |  |
| 2015 |                                                                          | Lou Reed                              | |  |
| 2015 |                                                                          | Green Day                             | Billie Joe Armstrong, Tré Cool és Mike Dirnt. |  |
| 2015 |                                                                          | Stevie Ray Vaughan and Double Trouble | Stevie Ray Vaughan, Chris Layton, Tommy Shannon és Reese Wynans. |  |
| 2015 | Withers in 1976                                                          | Bill Withers                          | |  |
| 2016 |                                                                          | Cheap Trick                           | Bun E. Carlos, Rick Nielsen, Tom Petersson és Robin Zander. |  |
| 2016 | Chicago in 2004                                                          | Chicago                               | Peter Cetera, Terry Kath, Robert Lamm, Lee Loughnane, James Pankow, Walter Parazaider és Danny Seraphine. |  |
| 2016 | Deep Purple in 1976                                                      | Deep Purple                           | Ritchie Blackmore, David Coverdale, Rod Evans, Ian Gillan, Roger Glover, Glenn Hughes, Jon Lord és Ian Paice |  |
| 2016 |                                                                          | N.W.A                                 | Antoine "DJ Yella" Carraby, O'Shea "Ice Cube" Jackson, Sr., Lorenzo "MC Ren" Patterson, Eric "Eazy-E" Wright és Andre "Dr. Dre" Young                                                                                  |  |
| 2016 | Steve Miller performs on stage c. 2009                                   | Steve Miller                          | |  |
| 2017 |                                                                          | Electric Light Orchestra              | Bev Bevan, Jeff Lynne, Richard Tandy, Roy Wood |  |
| 2017 |                                                                          | Joan Baez                             | |  |
| 2017 |                                                                          | Journey                               | Jonathan Cain, Aynsley Dunbar, Steve Perry, Gregg Rolie, Neal Schon, Steve Smith, Ross Valory |  |
| 2017 |                                                                          | Pearl Jam                             | Jeff Ament, Matt Cameron, Stone Gossard, Dave Krusen, Mike McCready, Eddie Vedder |  |
| 2017 |                                                                          | Tupac Shakur                          | |  |
| 2017 |                                                                          | Yes                                   | Jon Anderson, Bill Bruford, Steve Howe, Tony Kaye, Trevor Rabin, Chris Squire, Rick Wakeman, Alan White |  |
| 2018 |                                                                          | Bon Jovi                              | |  |
| 2018 |                                                                          | Dire Straits                          | |  |
| 2018 |                                                                          | Nina Simone                           | |  |
| 2018 |                                                                          | The Cars                              | |  |
| 2018 |                                                                          | The Moody Blues                       | |  |
| 2019 |                                                                          | The Cure                              | Perry Bamonte, Jason Cooper, Michael Dempsey, Reeves Gabrels, Simon Gallup, Roger O'Donnell, Robert Smith, Porl Thompson, Lol Tolhurst, Boris Williams                                                                 |  |
| 2019 |                                                                          | Def Leppard                           | Rick Allen, Vivian Campbell, Phil Collen, Steve Clark, Joe Elliott, Rick Savage, Pete Willis |  |
| 2019 |                                                                          | Janet Jackson                         | |  |
| 2019 |                                                                          | Stevie Nicks                          | |  |
| 2019 |                                                                          | Radiohead                             | Colin Greenwood, Jonny Greenwood, Ed O'Brien, Philip Selway, Thom Yorke |  |
| 2019 |                                                                          | Roxy Music                            | Brian Eno, Bryan Ferry, John Gustafson, Eddie Jobson, Andy Mackay, Phil Manzanera, Graham Simpson, Paul Thompson |  |
| 2019 |                                                                          | The Zombies                           | Rod Argent, Paul Atkinson, Colin Blunstone, Hugh Grundy, Chris White |  |

### 2020-as évek
| Év   | Kép | Név                      | Tagok |
| ---- | --- | ------------------------ | --- |
| 2020 |     | Depeche Mode             | Vince Clarke, Andy Fletcher, Dave Gahan, Martin Gore és Alan Wilder.                                                                           |
| 2020 |     | The Doobie Brothers      | Tom Johnston, Patrick Simmons, John McFee, John Hartman, Michael Hossack, Tiran Porter, Keith Knudsen, Jeff "Skunk" Baxter és Michael McDonald |
| 2020 |     | Whitney Houston          | |
| 2020 |     | Nine Inch Nails          | Trent Reznor |
| 2020 |     | The Notorious B.I.G.     | |
| 2020 |     | T. Rex                   | Marc Bolan, Steve Currie, Mickey Finn és Bill Legend                                                                                           |
| 2021 |     | Tina Turner              | |
| 2021 |     | Carole King              | |
| 2021 |     | The Go-Go’s              | |
| 2021 |     | Foo Fighters             | |
| 2021 |     | Todd Rundgren            | |
| 2021 |     | Jay-Z                    | |
| 2022 |     | Duran Duran              | Simon Le Bon, Nick Rhodes, John Taylor, Roger Taylor, Andy Taylor, Warren Cuccurullo                                                           |
| 2022 |     | Pat Benatar              | |
| 2022 |     | Eminem                   | |
| 2022 |     | Eurythmics               | Annie Lennox és Dave Stewart |
| 2022 |     | Dolly Parton             | |
| 2022 |     | Lionel Richie            | |
| 2022 |     | Carly Simon              | |
| 2023 |     | Kate Bush                | |
| 2023 |     | Sheryl Crow              | |
| 2023 |     | Missy Elliott            | |
| 2023 |     | George Michael           | |
| 2023 |     | Willie Nelson            | |
| 2023 |     | Rage Against the Machine | Zack de la Rocha, Tom Morello, Tim Commerford, Brad Wilk                                                                                       |
| 2023 |     | The Spinners             | |
| 2024 |     | A Tribe Called Quest     | |
| 2024 |     | Cher                     | |
| 2024 |     | Mary J. Blige            | |
| 2024 |     | Dave Matthews Band       | |
| 2024 |     | Foreigner                | |
| 2024 |     | Peter Frampton           | |
| 2024 |     | Kool & the Gang          | |
| 2024 |     | Ozzy Osbourne            | |

## Zenei kiválóság-díj
A Zenei kiválóság-díjjal (Musical Excellence Award) azokat az előadókat, dalszerzőket és producereket ismerik el, akik tevékenységükkel befolyásolták a zenetörténetet.
| Év   | Kép                      | Név             |
| ---- | ------------------------ | --------------- |
| 2000 |                          | James Jamerson  |
| 2000 |                          | King Curtis     |
| 2000 |                          | Hal Blaine      |
| 2000 |                          | Earl Palmer     |
| 2000 |                          | Scotty Moore    |
| 2001 |                          | James Burton    |
| 2001 |                          | Johnnie Johnson |
| 2002 |                          | Chet Atkins     |
| 2003 |                          | Benny Benjamin  |
| 2003 |                          | Floyd Cramer    |
| 2003 |                          | Steve Dougles   |
| 2008 |                          | Little Walter   |
| 2009 |                          | D.J. Fontana    |
| 2009 |                          | Spooner Oldham  |
| 2009 |                          | Bill Black      |
| 2011 |                          | Leon Russell    |
| 2012 |                          | Tom Dowd        |
| 2012 |                          | Glyn Johns      |
| 2012 |                          | Cosimo Matassa  |
| 2014 |                          | E Street Band   |
| 2015 |                          | Ringo Starr     |
| 2017 |                          | Nile Rodgers    |
| 2021 |                          | LL Cool J       |
| 2021 |                          | Billy Preston   |
| 2021 |                          | Randy Rhoads    |
| 2022 |                          | Judas Priest    |
| 2022 | Jimmy Jam és Terry Lewis |                 |

## Ahmet Ertegün-díj
A zeneipari szakemberek beiktatására szánt kategória azok előtt a "dalszerzők, producerek, lemezlovasok, lemezkiadóvezetők, újságírók és más zeneipari szakember előtt tiszteleg, akik nagy hatással voltak a rock and roll fejlődésére". A kategória számos beiktatottja kiemelkedő előadó is volt. A beiktatandó személyeket egy külön bizottság választja ki. Mivel a kiválasztás feltételei nem rögzítettek és a bizottság tagjai sem ismertek, így nem világos, hogy mi alapján kerül valaki beiktatásra. 2008-ban az addig "nem előadók" néven emlegetett kategóriát Ahmet Ertegün-díjra nevezték át.
| Év   | Név                            |
| ---- | ------------------------------ |
| 1986 | Alan Freed                     |
| 1986 | John Hammond                   |
| 1986 | Sam Phillips                   |
| 1987 | Leonard Chess                  |
| 1987 | Ahmet Ertegün                  |
| 1987 | Jerry Leiber and Mike Stoller  |
| 1987 | Jerry Wexler                   |
| 1988 | Berry Gordy, Jr.               |
| 1989 | Phil Spector                   |
| 1990 | Gerry Goffin and Carole King   |
| 1990 | Holland–Dozier–Holland         |
| 1991 | Dave Bartholomew               |
| 1991 | Ralph Bass                     |
| 1992 | Leo Fender                     |
| 1992 | Bill Graham                    |
| 1992 | Doc Pomus                      |
| 1993 | Dick Clark                     |
| 1993 | Milt Gabler                    |
| 1994 | Johnny Otis                    |
| 1995 | Paul Ackerman                  |
| 1996 | Tom Donahue                    |
| 1997 | Syd Nathan                     |
| 1998 | Allen Toussaint                |
| 1999 | George Martin                  |
| 2000 | Clive Davis                    |
| 2001 | Chris Blackwell                |
| 2002 | Jim Stewart                    |
| 2003 | Mo Ostin                       |
| 2004 | Jann S. Wenner                 |
| 2005 | Frank Barsalona                |
| 2005 | Seymour Stein                  |
| 2006 | Herb Alpert and Jerry Moss     |
| 2008 | Kenny Gamble and Leon Huff     |
| 2010 | David Geffen                   |
| 2010 | Otis Blackwell                 |
| 2010 | Jeff Barry and Ellie Greenwich |
| 2010 | Mort Shuman                    |
| 2010 | Jesse Stone                    |
| 2010 | Barry Mann and Cynthia Weil    |
| 2011 | Jac Holzman                    |
| 2011 | Art Rupe                       |
| 2012 | Don Kirshner                   |
| 2013 | Lou Adler                      |
| 2013 | Quincy Jones                   |
| 2014 | Brian Epstein                  |
| 2014 | Andrew Loog Oldham             |
| 2016 | Bert Berns                     |
| 2022 | Allen Grubman                  |
| 2022 | Jimmy Iovine                   |
| 2022 | Sylvia Robinson                |

## Fordítás
- Ez a szócikk részben vagy egészben  a   Rock and Roll Hall of Fame című angol Wikipédia-szócikk fordításán alapul.  Az eredeti cikk szerkesztőit annak laptörténete sorolja fel. Ez a jelzés csupán a megfogalmazás eredetét és a szerzői jogokat jelzi, nem szolgál a cikkben szereplő információk forrásmegjelöléseként.

## Külső hivatkozások
- A múzeum honlapja